# Fundația Tineri pentru Tineri
Fundația Tineri pentru Tineri (TpT) este o organizație națională, neguvernamentală, independentă, apolitică, non-profit, bazată pe voluntariat, înființată în anul 1991, de către un grup de absolvenți ai Facultății de Medicină Carol Davila, cu scopul de a se implica în problematica socială a tinerilor din România. În prezent, Fundația Tineri pentru Tineri își desfășoară programele în 15 județe din țară: Botoșani, Brașov, Brăila, București, Constanța, Dâmbovița, Ialomița, Iași, Ilfov, Maramureș, Mehedinți, Teleorman, Tulcea, Timiș și Vaslui.
Pe data de 15 decembrie 2014, prin programul EVRIKA (Educație Educație pentru Viață și Responsabilitate Individuală prin programe de Cetățenie Activă pentru Tinerii din România), fundația a obținut premiul I la Gala Fondurilor Structurale organizată de către reprezentanța Comisiei Europene în România, în cadrul secțiunii Școala face omul om. Premierea a vizat cele mai reușite proiecte finanțate de către Uniunea Europeană în România, în perioada 2007-2013.
S-a implicat activ în prevenirea HIV/SIDA în rândurile tinerilor. Astfel, în perioada 2007-2009, cu ajutorul Fondului Global, a implementat programul Adoptarea unor cunoștinte, practici și comportamente adecvate privind grupurile vulnerabile aflate în aresturile temporare de poliție, privind ITS/HIV/SIDA și abuzul de substanțe. Un an mai târziu, alături de Asociația Română Anti-SIDA și Uniunea Națională a Organizațiilor Persoanelor afectate cu HIV/SIDA, a desfășurat programul „Iubește cu cap! Până peste cap!”, din cadrul proiectului Abordări integrate de prevenire HIV/SIDA în România. Proiectul a fost finanțat printr-un grant oferit de Islanda, Liechtenstein și Norvegia, prin Mecanismul Financiar SEE (Spațiul Economic European).